# Isael Villa Villa
Isael Villa Villa fue un político mexicano miembro del Partido Revolucionario Institucional, se dedicaba a actividades empresariales en el ramo de la construcción. Se desempeñó como diputado local al Congreso del Estado de México. Fue diputado por el Distrito 36 del Estado de México a la LX Legislatura de 2006 a 2009.
Presentó su candidatura para presidente municipal de Tejupilco de Hidalgo, ganando para el período de 2009-2012.
Su último cargo fue el de Director del Instituto de Investigación y Capacitación Agropecuaria, Acuícola y Forestal del Estado de México (ICAMEX), perteneciente a la Secretaría del Campo, en el Gobierno del Estado de México. 
Fallece el día 7 de febrero del 2021, después de luchar contra el COVID-19 en hospitalización durante dos semanas. 
- Datos: Q5574061